# Grano (moneta)
Grano –
- południowowłoska jednostka wagowa odpowiadająca 1/600 uncji lub 1/7200 uncji neapolitańskiej, o masie 0,445 grama, wprowadzona w 1222 r. zwana także acino,
- w późniejszym okresie także moneta włoska bita w miedzi w Neapolu od czasów Ferdynanda Aragońskiego (1458–1494), do 1859 r. (jako 10, 20, 60 i 120 grano), od XVI w. również na Sycylii i Malcie.